# 사쿠사쿠
사쿠사쿠(サクサク, saku saku)은 일본의 TV 가나가와(tvk)에서 제작·방영하는 버라이어티 음악 프로그램이다.

## 진행자 · 등장 캐릭터
현재의 진행자
- 시라이 빈센트 (인형, 2005년 7월 ~ )
- 토미타 시오리 (2012년 4월 2일 ~ )

과거의 진행자
- 마스다 지고로우 (인형, 2001년 4월 ~ 2005년 7월 1일)
- 아카기 아이 (2001년 4월 ~ 2003년 3월)
- 기무라 카엘라 (2003년 4월 ~ 2006년 3월 31일)
- 나카무라 유우 (2006년 4월 ~ 2009년 3월 27일)
- 미하라 유우키 (2009년 4월 13일 ~ 2012년 3월 30일)

## 방송국
- 매주 월~금요일 오전 7시 30분 ~ 오전 8시 (본방송)
- 매주 월~금요일 오후 11시 30분 ~ 오전 0시 (재방송)

- 아래의 방송국에서는 금요일의 tvk 방송분을 방송한다.
  - 삿포로 TV 방송 : 매주 수요일 오전 1시 28분 ~ 오전 1시 58분
  - 아키타 아사히 방송 : 매주 화요일 오전 1시 15분 ~ 오전 1시 45분
  - 야마가타 TV : 매주 수요일 오전 1시 15분 ~ 오전 1시 45분
  - TV 사이타마 : 매주 토요일 오전 1시 00분 ~ 오전 1시 30분
  - 지바 TV : 매주 금요일 오전 1시 00분 ~ 오전 1시 30분
  - 선 TV : 매주 금요일 오후 6시 00분 ~ 오후 6시 30분
  - 기후 방송 : 매주 금요일 오전 1시 45분 ~ 오전 2시 15분
  - 미에 TV 방송 : 매주 수요일 오전 1시 20분 ~ 오전 1시 50분
  - TVQ규슈 방송 : 매주 화요일 오전 1시 53분 ~ 오전 2시 23분
  - 닛테레 플러스 : 매주 수요일 오전 1시 30분 ~ 오전 1시 55분